# ادمون كيلر
ادمون كيلر (بالإنجليزية: Edmond Keller)‏ هو عالم سياسة أمريكي، ولد في 22 أغسطس 1942 في نيو أورلينز في الولايات المتحدة.